# Sh2-166
Sh2-166 è una nebulosa a emissione visibile nella costellazione di Cassiopea.
Si individua nella parte orientale della costellazione, quasi a metà strada fra le stelle Caph e ι Cephei; il periodo più indicato per la sua osservazione nel cielo serale ricade fra i mesi di agosto e gennaio ed è notevolmente facilitata per osservatori posti nelle regioni dell'emisfero boreale terrestre, dove si presenta circumpolare fino alle regioni temperate calde.
Sh2-166 è una regione H II situata sul Braccio di Perseo a circa 2400 parsec (circa 7820 anni luce) di distanza; si ritiene che faccia parte del bordo esterno della superbolla che circonda l'associazione stellare Cassiopeia OB5, originatasi dall'azione combinata del vento stellare delle sue componenti più massicce e luminose. Alla nebulosa sarebbero associate tre sorgenti di radiazione infrarossa identificate dall'IRAS, fra le quali spicca IRAS 23385+6053, coincidente con un'area di formazione stellare particolarmente attiva ritenuta precursore di una regione H II ultracompatta; al suo interno è presente un ricco ammasso stellare nelle primissime fasi della sua formazione, composto da protostelle di grande massa cui sono associati maser e getti molecolari.